# وازهام فروغ

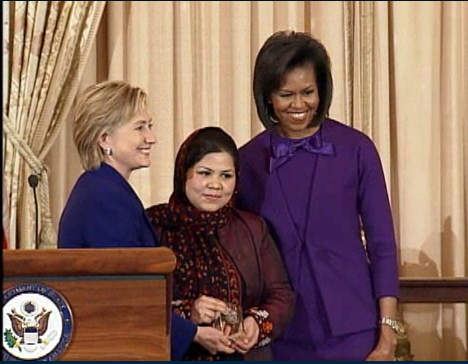
وازهام فروغ بجانب ميشيل أوباما وهيلاري كلينتون في عام 2009.

وازهام فروغ هي ناشطة أفغانية في مجال حقوق المرأة الأفغانية.

## حياتها
في الصف الثامن ، درست فروغ أطفال صاحب المنزل ، بحيث يقلل المالك من إيجارها ، وبالتالي تستطيع هي وأخواتها تحمل نفقات المدرسة. في سن 17 عامًا ، كشفت عن ظروف معيشية سيئة وانتهاكات للنساء في مخيمات اللاجئين الأفغان في باكستان أثناء تدريبها في إحدى الصحف الباكستانية. من عام 1992 إلى عام 2001 ، نظمت برامج تمكين مجتمعية للنساء في أفغانيستيان بينما كانت تعيش في بيشاور ، عادت إلى أفغانستان في عام 2001. في عام 2002 أنهت أول تقييم جنساني لظروف المرأة في نورستان ، أفغانستان. كما دعمت فروغ إنشاء مراكز تنمية للمرأة في مقاطعات قندهار وغزني وهرات وبروان في أفغانستان. 
فروغ هي الشريكة المؤسسة ، واعتبارًا من 2013 هي مديرة معهد أبحاث المنظمة الأفغانية للمرأة والسلام والأمن. في عام 2013 ، حاولت زيارة الولايات المتحدة لتجنب قائد الميليشيا الذي حددته في تقرير إلى الناتو على أنه انتهاك متكرر للحقوق. ومع ذلك ، استمر في تهديدها هي وأخواتها ، وعلى الرغم من أن معهد الأمن الشامل ومقره الولايات المتحدة دعا فروغ لقضاء ستة إلى 12 شهرًا كزميل زائر ، إلا أنه تم رفض تأشيرتها.
كما كتبت في صحيفة الغارديان عن موضوع أفغانستان. كتبت عام 2010 عن ضرورة عدم إحلال السلام في بلدها بأي ثمن. وأعربت عن قلقها من التضحية بحقوق المرأة وإطلاق سراح المجرمين.
وهي تؤيد تصديق الولايات المتحدة على اتفاقية القضاء على جميع أشكال التمييز ضد المرأة ، والتي صادقت عليها أفغانستان في عام 2003.

## جائزة نساء الشجاعة الدولية
في عام 2009 حازت وازهام فروغ على جائزة نساء الشجاعة الدولية.

## روابط خارجية
- مدونة وازهام فروغ